# Kalenjin (språk)
Kalenjin (ibland även nandi, efter en av de större dialekterna) är en grupp närbesläktade sydnilotiska språk språk i den nilo-sahariska språkfamiljen, som talas framför allt av etniska kalenjin i Kenya och östra Uganda. Kalenjin är en av Kenyas fem stora etniska grupper.
Kalenjinspråken består av flera språk och dialekter, bland annat nandi, ogiek, pokot, sabaot och sabiny, som talas som modersmål av totalt knappt fem miljoner människor.